# Francesc d'Assís Masferrer i Arquimbau
Francesc d'Assís Masferrer i Arquimbau (Vic, Osona, 1847 - Lleida, Segrià, 1901) va ser un filòsof català, i un dels impulsors de l'Esbart de Vic.

## Biografia
Masferrer es va fer notar com a poeta en les reunions literàries del grup, així com en les publicacions de la seva ciutat i de Barcelona. Però Francesc d'Assís tenia ànima de filòsof i el 1864 va matricular-se a la Facultat de Filosofia i Lletres de la Universitat de Barcelona. Allà va entrar en contacte amb un dels filòsofs de més prestigi de la Catalunya del XIX: el Dr. Francesc Xavier Llorens i Barba. Al llarg de la seva vida Masferrer li dedicarà algunes de les seves obres i publicarà a la premsa de Barcelona un sentit homenatge a la mort del professor. Masferrer sempre es va considerar un seguidor de Llorens i Barba i de la seva filosofia del sentit comú. Va creure que calia portar endavant una harmonització entre el tomisme i la filosofia escocesa, empresa en la qual, segons Masferrer, Llorens no havia tingut temps de treballar-hi suficientment. És per això que en la seva obra principal s'esforça per a fer-ne la compatibilitat.
En el 1877 va treure les oposicions a la càtedra de psicologia, lògica i filosofia moral a Ponferrada; començant així la seva peripècia per diversos instituts d'ensenyament secundari, com ara Terol (1879), Oviedo (1881) i finalment Lleida (1891). Intentà repetidament obtenir la càtedra a Barcelona però li arravatà definitivament Hermenegildo Giner de los Ríos (1898).

## Obra
La seva obra més important és el Programa razonado de un curso de filosofía elemental, publicat a Vic en dos volums. El primer va sortir en 1881; el segon, en 1883. La segona edició d'aquest llibre canvia de títol, ara serà el Curso de filosofia elemental, publicat per la mateixa casa editorial de Vic, en 1886 i de 443 pàgines. La tercera edició, també com a Curso... va ser publicat a Barcelona en 1896, a la Tipografia Hispano Americana de Barcelona. L'obra està dedicada "a mi inolvidable maestro, el eminente psicólogo D. Francisco Javier Llorens" i té per objectiu el mercat editorial del llibre de text. El contingut del llibre es refà i en parts importants de text es reescriu, es reformula, s'amplia o es retalla en les dues reedicions. Masferrer va estar 15 anys publicant i reeditant la seva obra, fins que la donà per acabada en l'edició de 1896.
És autor també d'un Resumen de un curso de filosofía elemental adaptado al programa d'examen de la asignatura de Psicología Lógica y Ética. (Vic, 1884) i d'un Resumen de las lecciones expuestas en el curso de filosofía elemental adaptado al programa que ha de servir para los exámenes (resum de l'edició de 1886, Vic, 1891).
Va publicar nombroses poesies en els periòdics i revistes de més prestigi del seu temps.